# Gordon Bunshaft
Gordon Bunshaft (Buffalo, New York, 9. svibnja 1909. – New York, 6. kolovoza 1990.) je bio međunarodno priznati poznati američki arhitekt koji je 1988. god. bio pozvan da bude članom žirija Pritzkerove nagrade, na što je on odgovorio svojom kandidaturom i naposljetku ju osvojio.

## Životopis
Gordon Bunshaft je rođen u Buffalu (New York) u obitelji ruskih imigranata židovskog podrijetla, te je pohađao Srednju školu Lafayette koja je svojom značajnom arhitekturom djelovala inspirativno na mladog Gordona. Pohađao je studij arhitekture na sveučilištu MIT (Cambridge, Massachusetts) gdje je diplomirao arhitekturu 1935. i osvojio je dvije studijske stipendije koje s mu omogućile da do 1937. proputuje Europu
Po povratku u New York Bunshaft je radio s modernim arhitektom Edwardom Durellom Stoneom, te tri mjeseca s dizajnerom Raymondom Loewyjem, kojeg je držao za lažnjaka. Naposljetku se zapolio u mladoj arhitektonskoj tvrtki Skidmore, Owings & Merrill u New Yorku, u kojoj je postao partnerom i za koju je izveo svoje najslavnije projekte.
Bio je povjerenik Muzeja moderne umjetnosti (MoMA) za koji je od 1963. – 72. služio kao predsjednik komisije likovnih umjetnosti. God. 1958. primljen je u Američki institut arhitekata (AIA) i osvojio je nekoliko nagrada.
Njegov minimalistički pristup se nije zaustavljao samo na arhitekturi. Naime, nakon što je osvojio Pritzkerovu nagradu 1988. god., za koju se sam nominirao, dao je najkraći pobjednički govor u povijesti ove nagrade:
Jedno od njegovih poznatijih djela je bila 210 m² velika obiteljska kuća Bunshaft iz 1963. god., poznata i kao Travertine House. Nju je Bunshaftova udovica oporukom 1994. god. ostavila muzeju MoMA, koji ju je 1995. god. prodao Marthi Stewart. Ona je započela opsežnu obnovu kojom je potpuno promijenila kuću i upustila se u spor sa susjedom. Kada ju je 2005. god. otkupio tekstilni tajkun Donald Maharam, opisao ju je kao „osakaćenu i nepopravljivu”, te ju je dao srušiti.

## Djela
Gordon Bunshaft je uvijek naglašavao da je arhitektura zajednički poduhvat klijenta i dizajnera, te uz uzajamno poštovanje i kreativnu suradnju mogu nastati velike zgrade s odgovarajućim spojem čovječnosti i funkcionalnosti za ljude koji će boraviti u njoj. Također je postavio svevremenska mjerila urbanog korporativnog svijeta po kojemu će buduće generacije, bez sumnje s pohvalama, suditi ovu eru.
Njegovo rano djelo, Zgrada Lever (1951.) je bila prva građevina u SAD-u s potpuno staklenom fasadom, dok je prva prozirna banka na istoku SAD-a njegova Manufacturers Hanover Trust Branch Bank (1953.).
Bunshaft je 1950-ih za Državno tajništvo Sjedinjenih Američkih Država izveo i nekoliko konzulata SAD-a u Njemačkoj.
Posljednji projekt prije umirovljenja bila je Nacionalna banka Saudijske Arabije u Džedi iz 1983. god. Na njoj je ostvario lože na svakoj strani zgrade, i to u tri razine, koje je nazvao „vrtovima u zraku” i koje je držao za svoje najbolje i najoriginalnije djelo.

### Kronološki popis poznatijih djela
- 1942. - Centar za pomorsku obuku, Great Lakes, Lake County, Illinois, SAD
- 1951. - Zgrada Lever, New York, SAD
- 1953. - Manufacturers Hanover Trust Branch Bank, New York, SAD
- 1961. - One Chase Manhattan Plaza, New York, SAD
- 1962. - Zgrada CIL, Montreal, Kanada
- 1962. - Umjetnička galerija Albright-Knox, Buffalo, New York, SAD
- 1963. - Travertine House, East Hampton, New York, SAD
- 1963. - Knjižnica Beinecke, Sveučilište Yale, New Haven, Connecticut, SAD
- 1965. - Banka Lambert, Bruxelles, Belgija
- 1967. - Zgrada Marine Midland, New York, SAD
- 1971. - Lyndon Baines Johnson Library and Museum, Austin, Texas, SAD
- 1974. - Zgrada Solow, New York, SAD
- 1974. - Zgrada W. R. Grace, New York, SAD
- 1974. - Muzej Hirshhorn, Washington, SAD
- 1983 - Nacionalna komercijalna banka, Džeda, Saudijska Arabija

## Vanjske poveznice
- Oral history interview with Gordon Bunshaft. Chicago Architects Oral History Project, The Art Institute of Chicago. Inačica izvorne stranice arhivirana 16. svibnja 2006. Pristupljeno 13. veljače 2013.
- Gordon Bunshaft 1988 Laureate. The Pritzker Architecture Prize. Inačica izvorne stranice arhivirana 10. prosinca 2008. Pristupljeno 13. veljače 2013.(engl.)